# Estação Camaragibe
A Estação Camaragibe é uma das estações do Metrô do Recife, situada em Camaragibe, ao lado da Estação Cosme e Damião. É uma das estações terminais da Linha Centro do Metrô do Recife.

## História
O projeto da estação surgiu em 1994 dentro do plano de expansão do metrô do Recife. Até então, a estação era chamada de Timbi. As obras da estação foram contratadas através da licitação  020-98/DT em abril de 1998 junto ao consórcio Camargo Correa/Queiroz Galvão pelo valor de R$ 27.193.673,31. A estação foi inaugurada em 26 de dezembro de 2002.
Atende a moradores e trabalhadores da cidade de Camaragibe. Ela faz integração com linhas de ônibus através de um terminal fechado do Sistema Estrutural Integrado (SEI).

## Terminal Integrado (SEI)
A estação faz integração com 21 linhas, todas operadas pela Mobi Brasil:
- 2419 - Matriz da Luz / TI Camaragibe
- 2420 - Muribara / TI Camaragibe
- 2448 - Alto Santo Antônio / TI Camaragibe
- 2450 - TI Camaragibe (Conde da Boa Vista) - BRT
- 2456 - Viana / TI Camaragibe
- 2463 - Araçoiaba / TI Camaragibe
- 2466 - Vera Cruz / TI Camaragibe
- 2467 - Chã de Cruz / TI Camaragibe
- 2473 - Loteamento João Paulo II / TI Camaragibe
- 2475 - Timbi / TI Camaragibe
- 2476 - Santa Mônica / TI Camaragibe
- 2477 - Santa Terezinha / TI Camaragibe
- 2478 - Santana / TI Camaragibe
- 2480 - TI Camaragibe (Derby) - BRT
- 2483 - Loteamento São João e São Paulo / TI Camaragibe
- 2486 - Penedo / TI Camaragibe
- 2487 - Várzea Fria / TI Camaragibe
- 2490 - TI Macaxeira / TI Camaragibe
- 2491 - São Lourenço / TI Camaragibe
- 2492 - Parque Capibaribe / TI Camaragibe
- 2493 - Tiúma / TI Camaragibe

Com a paralisação do funcionamento para manutenção preventiva aos domingos e ocasionalmente:
- 2481 - TI TIP / TI Camaragibe

Totalizando 22 as linhas das quais a estação de metrô faz integração.